# عدد گورتلر
عدد گورتلر(به انگلیسی: Görtler number) یک عدد بی‌بعد است که در دینامیک سیالات کاربرد داشته و به صورت زیر تعریف می‌گردد:

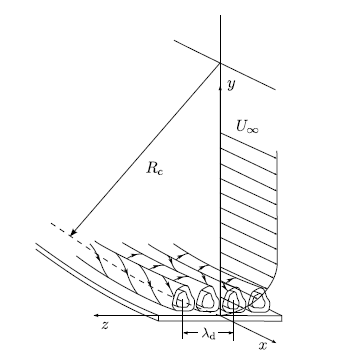
نمایی از شماتیک عدد گورتلر در لایهٔ مرزی

{\displaystyle G={\frac {U_{e}\theta }{\nu }}\left({\frac {\theta }{R}}\right)^{1/2}}
که در این رابطه:
{\displaystyle U_{e}} = سرعت سیال خارجی
{\displaystyle \theta } = ضخامت تکانه
{\displaystyle \nu } = ویسکوزیته سینماتیک
{\displaystyle R} =شعاع انحنای دیوار